# 費森 (北卡羅萊納州)
費森（英語：Faison）是一個位於美國北卡羅萊納州杜普林縣的城鎮。

## 人口
根據2020年美國人口普查的數據，費森的面積為2.24平方千米，皆為陸地。當地共有人口784人，而人口密度為每平方千米350人。